# Veisiejai
Veisiejai ( escoltar (?·pàg.)) és una ciutat de Lituània de la regió de Dzūkija al comtat d'Alytus. Es troba a 18 km el sud-est de Lazdijai. La llengua de l'esperanto va ser creat a Veisiejai on Ludwik Lejzer Zamenhof va començar la seva pràctica com a oftalmòleg el 1885. Hi ha una església dedicada a Sant Jordi (construïda el 1817), una antiga finca amb un parc, l'escola secundària, una llar d'infants, una oficina de correus, un museu i monuments dedicats al compositor J. Neimontas i a L.L. Zamenhof.

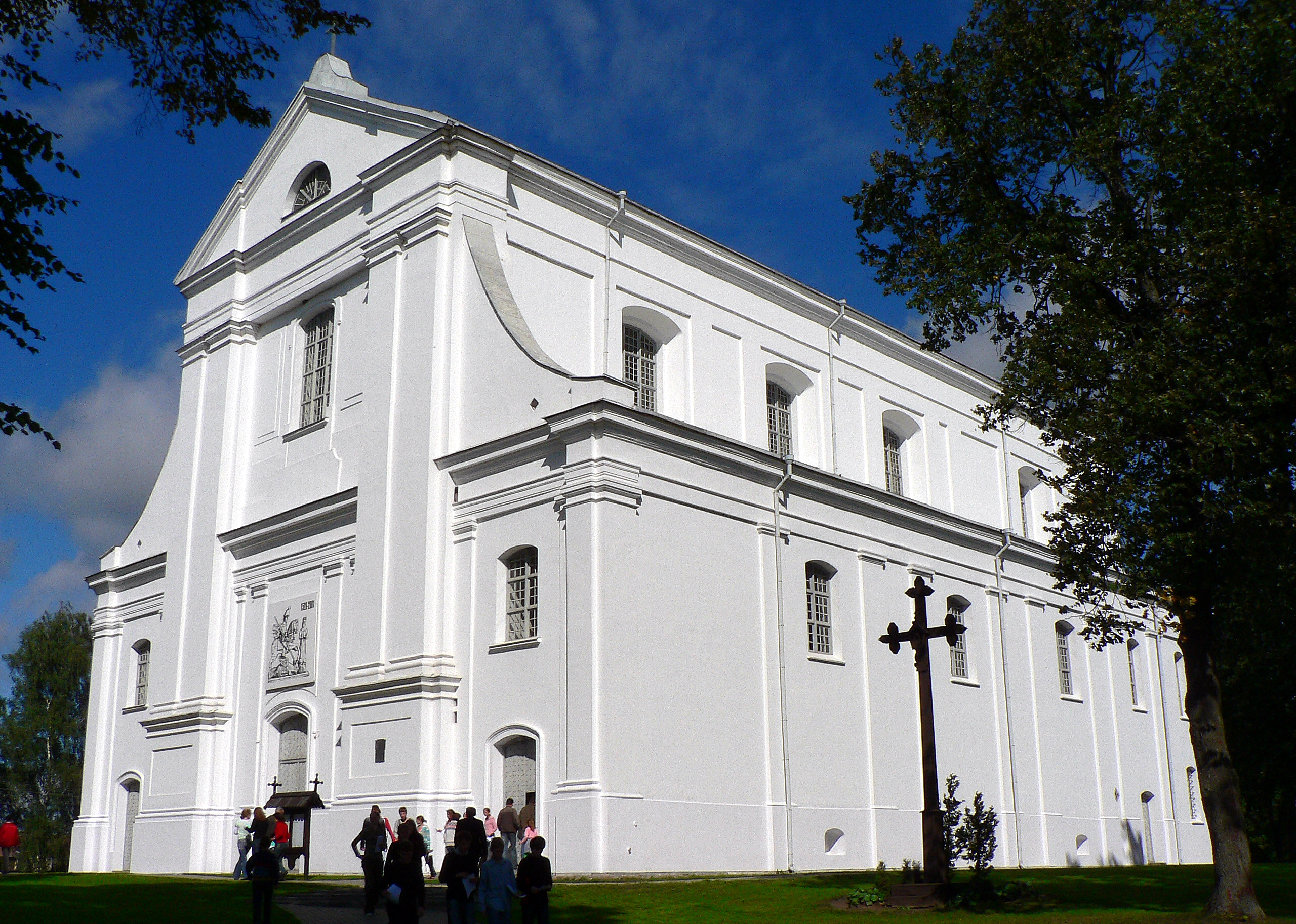
Església de Sant Jordi a Veisiejai

Veisiejai és una de les poques ciutats que es troben en una península formada en un llac. La part occidental de la ciutat està envoltada per un parc del segle xviii. Hi ha d'altres llacs a l'entorn de la localitat. El més gran d'ells - Ančia- divideix la ciutat en dues parts. El llac Snaigynas és a l'est, el llac Vernijis al nord, i el llac Veisiejis al sud-oest. A la ciutat li ve el nom per aquest últim llac que es troba a 6 km el sud-oest de la ciutat.

## Història
El lloc de Veisiejai va ser esmentat per primera vegada el 1501. [1]I la ciutat per primera vegada a la primera meitat del segle xvi. Yuri Olelkovich, duc de Slutsk, va aconseguir el privilegi de mercat el 1525 i va construir la primera església el 1526.
Entre 1950 i 1959 Veisiejai va ser el centre del districte. El 1956 va esdevenir ciutat. L'escut d'armes de Veisiejai creat per Laima Ramonienėva ser aprovat pel president de Lituània el 23 de març de l'any 2000. Entre els seus edificis singulars es troba una sinagoga de fusta.